# مأمون موسی خان
مأمون موسی خان (انگلیسی: Mamoon Moosa Khan؛ زادهٔ ۲۸ نوامبر ۲۰۰۰) بازیکن فوتبال اهل پاکستان است.
وی همچنین در تیم‌های ملی فوتبال زیر ۲۳ سال پاکستان و پاکستان بازی کرده است.